# Parijs-Roubaix 1911
De 16e editie van de wielerwedstrijd Parijs-Roubaix werd gereden op 16 april 1911. De wedstrijd was 266 km lang. Van al de deelnemers wisten er 59 de eindstreep te halen. De wedstrijd werd voor de derde keer gewonnen door Octave Lapize.

## Uitslag
| Plaats  | Naam                 | Tijd     |
| ------- | -------------------- | -------- |
| Winnaar | Octave Lapize        | 8u29’10” |
| 2       | Alphonse Charpiot    | z.t.     |
| 3       | Cyrille Van Hauwaert | +4’50”   |
| 4       | Gustave Garrigou     | +7’50”   |
| 5       | René Vandenberghe    | +9’50”   |
| 6       | Georges Passerieu    | +11’50”  |
| 7       | Georges Tribouillard | +12’50”  |
| 8       | Constant Niedergang  | z.t.     |
| 9       | Maurice Leturgie     | +13’50”  |
| 10      | Eugène Dhers         | +14’50”  |

1896 · 
1897 · 
1898 · 
1899 · 
1900 · 
1901 · 
1902 · 
1903 · 
1904 · 
1905 · 
1906 · 
1907 · 
1908 · 
1909 · 
1910 · 
1911 · 
1912 · 
1913 · 
1914 · 
1915 · 
1916 · 
1917 · 
1918 · 
1919 · 
1920 · 
1921 · 
1922 · 
1923 · 
1924 · 
1925 · 
1926 · 
1927 · 
1928 · 
1929 · 
1930 · 
1931 · 
1932 · 
1933 · 
1934 · 
1935 · 
1936 · 
1937 · 
1938 · 
1939 · 
1940 · 
1941 · 
1942 · 
1943 · 
1944 · 
1945 · 
1946 · 
1947 · 
1948 · 
1949 · 
1950 · 
1951 · 
1952 · 
1953 · 
1954 · 
1955 · 
1956 · 
1957 · 
1958 · 
1959 · 
1960 · 
1961 · 
1962 · 
1963 · 
1964 · 
1965 · 
1966 · 
1967 · 
1968 · 
1969 · 
1970 · 
1971 · 
1972 · 
1973 · 
1974 · 
1975 · 
1976 · 
1977 · 
1978 · 
1979 · 
1980 · 
1981 · 
1982 · 
1983 · 
1984 · 
1985 · 
1986 · 
1987 · 
1988 · 
1989 · 
1990 · 
1991 · 
1992 · 
1993 · 
1994 · 
1995 · 
1996 · 
1997 · 
1998 · 
1999 · 
2000 · 
2001 · 
2002 · 
2003 · 
2004 · 
2005 · 
2006 · 
2007 · 
2008 · 
2009 · 
2010 · 
2011 ·
2012 · 
2013 ·
2014 ·
2015 ·
2016 ·
2017 ·
2018 ·
2019 ·
2020 · 
2021 · 
2022 · 
2023 · 
2024 · 
2025